# Belinda Hocking
Belinda Hocking (Australia, 14 de septiembre de 1990) es una nadadora australiana especializada en pruebas de estilo espalda larga distancia, donde consiguió ser subcampeona mundial en 2013 en los 200 metros.

## Carrera deportiva
En el Campeonato Mundial de Natación de 2013 celebrado en Barcelona ganó la medalla de plata en los 200 metros estilo espalda, con un tiempo de 2:06.66 segundos, tras la estadounidense Missy Franklin (2:04.76 segundos) y por delante de la canadiense Hilary Caldwell  (bronce con 2:06.80 segundos).